# خرزهره زرد
خرزهره زرد (نام علمی: Thevetia) نام یک سرده از تیره خرزهره‌ایان است.